# Thurgarton, Norfolk
Thurgarton är en by i civil parish Aldborough & Thurgarton, i distriktet North Norfolk, i grevskapet Norfolk i England. Byn är belägen 8 km från Cromer. Thurgarton var en civil parish fram till 1935 när blev den en del av Aldborough. Civil parish hade 186 invånare år 1931. Byn nämndes i Domedagsboken (Domesday Book) år 1086, och kallades då Turgaitune/Turgartuna.